# Fritz Bopp
Pour les articles homonymes, voir Bopp.
Friedrich Arnold Bopp (27 décembre 1909, à Francfort-sur-le-Main - le 14 novembre 1987 à Munich) est un théoricien allemand de la physique nucléaire et de la théorie quantique des champs. Il travaille au Kaiser-Wilhelm Institut für Physik et aux recherches atomiques sous le régime nazi. Il est professeur à l'université Louis-et-Maximilien de Munich et président de la Deutsche Physikalische Gesellschaft. C'est l'un des signataires du Manifeste des 18 de Göttingen.

## Biographie

### Étudiant au temps du Troisième Reich
Bopp étudie la physique et les mathématiques à l’Université de Francfort-sur-le-Main. En 1932, il s'inscrit à l’Université de Göttingen pour y suivre les cours de physique théorique de Max Born et d’Hermann Weyl. Il est alors requis, avant de passer les épreuves de maîtrise, de se présenter aux examens d'états : Bopp passe l'épreuve de mathématiques avec Hermann Weyl, et celle de physique avec Hertha Sponer (fonds conservé au Deutsches Museum, Munich). Il passe les épreuves d'état de propédeutique en 1934.
Mais en 1933, l’arrivée au pouvoir des nazis s’accompagne d’un bouleversement de l’institut de physique théorique de Göttingen : Max Born doit abandonner son poste de directeur au profit de Fritz Sauter. C’est donc avec ce dernier que Bopp soutient en 1937 sa thèse sur l’aspect dualiste de l’effet Compton.
De 1937 à 1944, il devient l’assistant d’Erwin Fues à l’Université de Breslau, où il soutient en 1941 sa thèse d'habilitation, consacrée à un aspect de la théorie quantique des champs : la théorie linéarisée de l'électron („Eine lineare Theorie des Elektrons“), et qui lui donne le statut de privat-docent.
Incorporé dans la Wehrmacht au mois d'avril 1940 (transmissions de la Luftwaffe à Breslau), il est mis à disposition en janvier 1941 auprès du service des recherches nucléaires (« club de l'uranium »). Par la suite il se partage entre l'université de Breslau, où il donne ses conférences, et l'Institut Kaiser-Wilhelm de Physique de Berlin-Dahlem pour ses recherches. Le 1er février 1945, les chercheurs et leur matériel sont dispersés entre Hechingen et Haigerloch. Les résultats qu'ils ont finalement obtenus, consignés à l'époque dans des rapports confidentiels (Kernphysikalische Forschungsberichte) sont depuis largement diffusés. Pour diverses raisons, les nazis ne peuvent atteindre la phase opérationnelle des essais avant la capitulation.
Comme en Allemagne on ignorait tout du projet Manhattan, Bopp et ses collègues pouvaient s'imaginer qu'ils joueraient un rôle de premier plan dans une industrie-clef de l'Après-guerre, et qu'on les laisserait poursuivre leur travail sur leur réacteur expérimental ; mais le laboratoire d'Haigerloch est circonscrit par l'armée américaine (Opération Alsos), qui fait transporter pièce par pièce la pile nucléaire ; quant aux physiciens allemands trouvés là, ceux jugés les plus éminents sont internés à Farm Hall (Angleterre) dans le cadre de l'Opération Epsilon : Bopp n'en fait pas partie.
Haigerloch se trouve dans la Zone d'occupation française en Allemagne. Dernier des chercheurs encore sur place, Bopp fait fonction de directeur par intérim. Mais une mésentente oppose l’État-major français, qui s'intéresse lui aussi énormément au projet, à leurs alliés américains : les Français estiment qu'il n'est pas possible ni souhaitable de déplacer le réacteur, tandis que les Américains se refusent à toute communication d'information sur la façon dont ils envisageaient de déplacer le matériel.

### L'Après-guerre
En 1946, Bopp reçoit une offre de maître-assistant à l’Université de Tübingen. L'année suivante, il est recruté comme professeur auxiliaire à l’Université Louis-et-Maximilien de Munich, et succède en 1950 à Arnold Sommerfeld (1868–1951) en tant que titulaire de la chaire de physique théorique. Sommerfeld a repris ce poste après la déchéance de Wilhelm Müller, représentant de la « physique allemande » mis en place par les Nazis.
Bopp s’efforce tant bien que mal de poursuivre la tradition établie par son prédécesseur. Conformément aux vœux de ce dernier, il prépare avec Josef Meixner et Erwin Fues la réédition du célèbre cours de physique de Sommerfeld (Vorlesungen über theoretische Physik). Malgré les difficultés institutionnelles et matérielles, l’institut de Bopp parvient à se maintenir comme l’un des plus importants centres de recherche en physique théorique de l’Après-guerre.
Comme d’autres anciens membres de la « Société de l’Uranium », Bopp est au milieu des années 1950 appelé à rejoindre le département de physique nucléaire au Commissariat allemand à l’Énergie Atomique. En 1957 il ratifie l'appel des 18 de Göttingen, un groupe d’éminents chercheurs allemands qui s’opposent aux recherches sur le nucléaire militaire. Au cours de l'hiver 1964-65, il exerce la fonction de président refondateur de la Deutsche Physikalische Gesellschaft (DPG), est élu en 1954 à l’Académie bavaroise des sciences et l’année suivante à l'Académie Leopoldina.
Fritz Bopp rédige les biographies de Werner Heisenberg (1961) et d’Arnold Sommerfeld (1969). Il obtient la distinction de professeur émérite en 1978. Parmi ses étudiants les plus connus, il faut citer Friedrich L. Bauer.
Bopp a six enfants. Son fils Fritz-Wilhelm Bopp enseigne la physique à l’Université de Siegen. Le fonds Fritz Bopp est conservé aux Archives du Deutsches Museum de Munich (cote NL194).

## Écrits
- (en coll. avec Oswald Riedel) Die physikalische Entwicklung der Quantentheorie. Schwab, Stuttgart 1950
- (éd.): Werner Heisenberg und die Physik unserer Zeit. Vieweg, Braunschweig 1961
- (en coll. avec Arnold Sommerfeld), « Fifty years of quantum theory. », Science, vol. 113,‎ 1951, p. 85-92
- (en coll. avec Arnold Sommerfeld), « Zum Problem der Maxwellschen Spannungen », Annalen der Physik, vol. 8,‎ 1950, p. 41-45
- Fritz Bopp Das Korrespondenzprinzip bei korpuskular-statistischer Auffassung der Quantenmechanik (Verl. d. Bayer. Akad. d. Wissensch., 1955)
- Fritz Bopp and Eduard Degen Lasset euch versöhnen mit Gott (Eichenkreuz-Verl., 1956)
- Fritz Bopp and Detlef Laugwitz Lorentzinvariante Wellengleichungen für Mehrbahnsysteme (C.H. Beck Verlag, 1958)
- (sous la direction d'Hans Kleinpoppen): Physics of one and two electron atoms. Proceedings of the Arnold Sommerfeld Centennial Memorial
- Meeting of the International Symposium on the Physics of the one- and two-electron atoms, Munich, 10–14 Sept. 1968. North-Holland Publishing Company, Amsterdam 1969
- Fritz Bopp Eine Spinorfeldtheorie im explizite relativistisch invarianten Schrödingerbild (C.H. Beck Verlag, 1975)
- Fritz Bopp Über die Einheit der klassischen Physik (C.H. Beck Verlag, 1984)